# Real Sociedad (női csapat)
Az Real Sociedad női szakosztályát 2004-ben alapították. A klub a spanyol Primera División tagja.

## Stadion
Bajnoki mérkőzéseiket Zubietában a Real Sociedad edzőközpontjában elhelyezkedő Campo José Luis Orbegozo pályáján bonyolítják le.

## Sikerlista
- Spanyol Kupa
  - győztes (1): 2018–19[1]

## Jelenlegi csapat
2020. október 3-tól
| #  |     | Poszt | Név               |
| -- | --- | ----- | ----------------- |
| 1  | ESP | K     | María Quiñones    |
| 25 | ESP | K     | Elene Lete        |
| 26 | ESP | K     | Adriana Nanclares |
| 2  | ESP | V     | Iraia Iparragirre |
| 3  | ESP | V     | Ana Tejeda        |
| 4  | ESP | V     | Lucia Rodriguez   |
| 5  | ESP | V     | Maddi Torre       |
| 14 | ESP | V     | Leire Baños       |
| 18 | ESP | V     | Nuria Rábano      |
| 19 | ESP | V     | Núria Mendoza     |
| 28 | ESP | V     | Laida Balerdi     |
| 6  | ESP | KP    | Ane Etxezarreta   |
| 8  | ESP | KP    | Itxaso Uriarte    |

| #  |     | Poszt | Név             |
| -- | --- | ----- | --------------- |
| 10 | ESP | KP    | Nerea Eizagirre |
| 20 | ESP | KP    | Maitane López   |
| 21 | ESP | KP    | Gemma Gili      |
| 29 | ESP | KP    | Elene Viles     |
| 30 | ESP | KP    | Sara Roda       |
| 7  | ESP | CS    | Nahikari García |
| 9  | MEX | CS    | Kiana Palacios  |
| 11 | ESP | CS    | Bárbara Latorre |
| 12 | ESP | CS    | Manu Lareo      |
| 16 | FIN | CS    | Sanni Franssi   |
| 17 | ESP | CS    | Amaiur Sarriegi |
| 24 | ESP | CS    | Cecilia Marcos  |
| 27 | ESP | CS    | Mirari Uria     |